# Banassac-Canilhac
Banassac-Canilhac is een gemeente in het Franse departement Lozère (regio Occitanie). De plaats maakt deel uit van het arrondissement Mende. Banassac-Canilhac is op 1 januari 2016 ontstaan door de fusie van de gemeenten Banassac en Canilhac. De gemeente telde 1.069 inwoners op 1 januari 2022.

## Geografie
De oppervlakte van Banassac-Canilhac bedroeg op 1 januari 2022 24,68 vierkante kilometer; de bevolkingsdichtheid was toen 43,3 inwoners per km².
De Lot stroomt door de gemeente. Het centrum van Banassac ligt bij de samenvloeiing van de Urugne en de Lot en sluit aan bij de bebouwing van La Canourgue. Canilhac ligt meer in het westen.
De onderstaande kaart toont de ligging van Banassac-Canilhac met de belangrijkste infrastructuur en aangrenzende gemeenten.

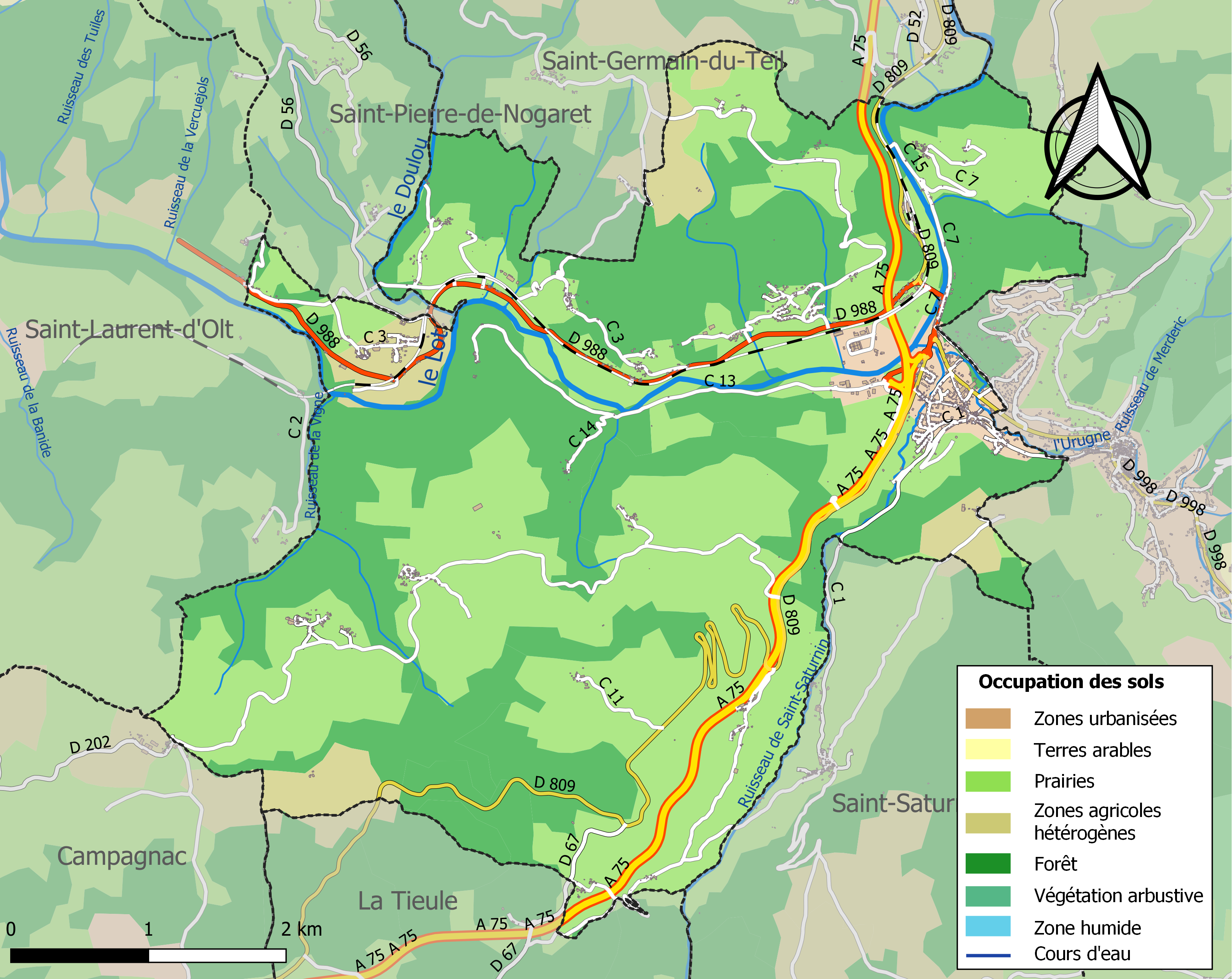

## Verkeer en vervoer
De gemeente wordt per spoor bediend door Station Banassac - La Canourgue.
De autosnelweg A75 loopt door de gemeente.